# A US Open férfi páros döntői
A US Open a négy Grand Slam-teniszbajnokság egyike. Férfi párosok számára az első versenyt 1881-ben rendezték meg.
| Év   | Bajnokok                            | Ellenfelek a döntőben                      | Döntő eredménye           |
| ---- | ----------------------------------- | ------------------------------------------ | ------------------------- |
| 2023 | Rajeev Ram Joe Salisbury            | Róhan Bópanna Matthew Ebden                | 2–6, 6–3, 6–4             |
| 2022 | Rajeev Ram Joe Salisbury            | Wesley Koolhof Neal Skupski                | 7–6(4), 7–5               |
| 2021 | Rajeev Ram Joe Salisbury            | Jamie Murray Bruno Soares                  | 3–6, 6–2, 6–2             |
| 2020 | Mate Pavić Bruno Soares             | Wesley Koolhof Nikola Mektić               | 7–5, 6–3                  |
| 2019 | Juan Sebastián Cabal Robert Farah   | Marcel Granollers Horacio Zeballos         | 6–4, 7–5                  |
| 2018 | Mike Bryan Jack Sock                | Łukasz Kubot Marcelo Melo                  | 6–3, 6–1                  |
| 2017 | Jean-Julien Rojer Horia Tecău       | Feliciano López Marc López                 | 6–4, 6–3                  |
| 2016 | Jamie Murray Bruno Soares           | Pablo Carreño Busta Guillermo García López | 6–2, 6–3                  |
| 2015 | Pierre-Hugues Herbert Nicolas Mahut | Jamie Murray John Peers                    | 6–4, 6–4                  |
| 2014 | Bob Bryan Mike Bryan                | Marcel Granollers Marc López               | 6–3, 6–4                  |
| 2013 | Lijendar Pedzs Radek Štěpánek       | Alexander Peya Bruno Soares                | 6–1, 6–3                  |
| 2012 | Bob Bryan Mike Bryan                | Lijendar Pedzs Radek Štěpánek              | 6–3, 6–4                  |
| 2011 | Jürgen Melzer Philipp Petzschner    | Mariusz Fyrstenberg Marcin Matkowski       | 6–2, 6–2                  |
| 2010 | Bob Bryan Mike Bryan                | Róhan Bópanna Iszámul-Hak Kuraisi          | 7–6(5), 7–6(4)            |
| 2009 | Lukáš Dlouhý Lijendar Pedzs         | Mahes Bhúpati Mark Knowles                 | 3–6, 6–3, 6–2             |
| 2008 | Bob Bryan Mike Bryan                | Lukáš Dlouhý Lijendar Pedzs                | 7–6(5), 7–6(10)           |
| 2007 | Julian Knowle Simon Aspelin         | Lukáš Dlouhý Pavel Vizner                  | 7–5, 6–4                  |
| 2006 | Martin Damm Lijendar Pedzs          | Jonas Björkman Makszim Mirni               | 6–7(5), 6–4, 6–3          |
| 2005 | Bob Bryan Mike Bryan                | Jonas Björkman Makszim Mirni               | 6–1, 6–4                  |
| 2004 | Mark Knowles Daniel Nestor          | Lijendar Pedzs David Rikl                  | 6–3, 6–3                  |
| 2003 | Jonas Björkman Todd Woodbridge      | Bob Bryan Mike Bryan                       | 5–7, 6–0, 7–5             |
| 2002 | Mahes Bhúpati Makszim Mirni         | Jiří Novák Radek Štěpánek                  | 6–3, 3–6, 6–4             |
| 2001 | Wayne Black Kevin Ullyett           | Donald Johnson Jared Palmer                | 7–6(9), 6–2, 6–3          |
| 2000 | Lleyton Hewitt Makszim Mirni        | Ellis Ferreira Rick Leach                  | 6–4, 5–7, 7–6(5)          |
| 1999 | Sébastien Lareau Alex O'Brien       | Mahes Bhúpati Lijendar Pedzs               | 7–6(4), 6–4               |
| 1998 | Sandon Stolle Cyril Suk             | Mark Knowles Daniel Nestor                 | 4–6, 7–6, 6–2             |
| 1997 | Jevgenyij Kafelnyikov Daniel Vacek  | Jonas Björkman Niklas Kulti                | 7–6(8), 6–3               |
| 1996 | Todd Woodbridge Mark Woodforde      | Jacco Eltingh Paul Haarhuis                | 4–6, 7–6, 7–6             |
| 1995 | Todd Woodbridge Mark Woodforde      | Alex O'Brien Sandon Stolle                 | 6–3, 6–3                  |
| 1994 | Jacco Eltingh Paul Haarhuis         | Todd Woodbridge Mark Woodforde             | 6–3, 7–6(1)               |
| 1993 | Ken Flach Rick Leach                | Karel Nováček Martin Damm                  | 6–7, 6–4, 6–2             |
| 1992 | Jim Grabb Richey Reneberg           | Rick Leach Kelly Jones                     | 3–6, 7–6, 6–3, 6–3        |
| 1991 | John Fitzgerald Anders Jarryd       | Scott Davis David Pate                     | 6–3, 3–6, 6–3, 6–3        |
| 1990 | Pieter Aldrich Danie Visser         | Paul Annacone David Wheaton                | 6–2, 7–6, 6–2             |
| 1989 | John McEnroe Mark Woodforde         | Ken Flach Robert Seguso                    | 6–4, 4–6, 6–3, 6–3        |
| 1988 | Sergio Casal Emilio Sánchez Vicario | Rick Leach Jim Pugh                        | visszaléptek              |
| 1987 | Stefan Edberg Anders Jarryd         | Ken Flach Robert Seguso                    | 7–6, 6–2, 4–6, 5–7, 7–6   |
| 1986 | Andrés Gómez Slobodan Živojinović   | Joakim Nyström Mats Wilander               | 4–6, 6–3, 6–3, 4–6, 6–3   |
| 1985 | Ken Flach Robert Seguso             | Henri Leconte Yannick Noah                 | 6–7, 7–6, 7–6, 6–0        |
| 1984 | John Fitzgerald Tomáš Šmíd          | Stefan Edberg Anders Järryd                | 7–6, 6–3, 6–3             |
| 1983 | Peter Fleming John McEnroe          | Fritz Buehning Van Wintsky                 | 6–3, 6–4, 6–2             |
| 1982 | Kevin Curren Steve Denton           | Victor Amaya Hank Pfister                  | 6–2, 6–7, 5–7, 6–2, 6–4   |
| 1981 | Peter Fleming John McEnroe          | Heinz Gunthardt Peter McNamara             | visszaléptek              |
| 1980 | Bob Lutz Stan Smith                 | Peter Fleming John McEnroe                 | 7–6, 3–6, 6–1, 3–6, 6–3   |
| 1979 | John McEnroe Peter Fleming          | Bob Lutz Stan Smith                        | 6–2, 6–4                  |
| 1978 | Bob Lutz Stan Smith                 | Marty Riessen Sherwood Stewart             | 1–6, 7–5, 6–3             |
| 1977 | Bob Hewitt Frew McMillan            | Brian Gottfried Raúl Ramírez               | 6–4, 6–0                  |
| 1976 | Tom Okker Marty Riessen             | Paul Kronk Cliff Latcher                   | 6–4, 6–0                  |
| 1975 | Jimmy Connors Ilie Năstase          | Tom Okker Marty Riessen                    | 6–4, 7–6                  |
| 1974 | Bob Lutz Stan Smith                 | Patricio Cornejo Jaime Fillol              | 6–3, 6–3                  |
| 1973 | Owen Davidson John Newcombe         | Rod Laver Ken Rosewall                     | 7–5, 2–6, 7–5, 7–5        |
| 1972 | Cliff Drysdale Roger Taylor         | Owen Davidson John Newcombe                | 6–4, 7–6, 6–3             |
| 1971 | John Newcombe Roger Taylor          | Stan Smith Erik van Dilen                  | 6–7, 6–3, 7–6, 4–6, 7–6   |
| 1970 | Pierre Barthes Nikola Pilić         | Roy Emerson Rod Laver                      | 6–3, 7–6, 4–6, 7–6        |
| 1969 | Ken Rosewall Fred Stolle            | Charles Pasarell Dennis Ralston            | 2–6, 7–5, 13–11, 6–3      |
| 1968 | Bob Lutz Stan Smith                 | Arthur Ashe Andreu Gimeno                  | 11–9, 6–1, 7–5            |
| 1967 | John Newcombe Tony Roche            | Wiliam Bowrey Owen Davidson                | 6–8, 9–7, 6–3, 6–3        |
| 1966 | Roy Emerson Fred Stolle             | Clark Graebner Dennis Ralston              | 6–4, 6–4, 6–4             |
| 1965 | Roy Emerson Fred Stolle             | Frank Froheling Charles Pasarell           | 6–4, 10–12, 7–5, 7–3      |
| 1964 | Chuck McKinley Dennis Ralston       | Graham Stitwell Mike Sangster              | 6–3, 6–2, 6–4,            |
| 1963 | Chuck McKinley Dennis Ralston       | Rafael Osuna Antonio Palafox               | 9–7, 4–6, 5–7, 6–3, 11–9  |
| 1962 | Rafael Osuna Antonio Palafox        | Chuck McKinley Dennis Ralston              | 6–4, 10–12, 1–6, 9–7, 6–3 |
| 1961 | Chuck McKinley Dennis Ralston       | Rafael Osuna Antonio Palafox               | 6–3, 6–4, 2–6, 13–11      |
| 1960 | Neale Fraser Roy Emerson            | Rod Laver Bob Mark                         | 9–7, 6–2, 6–4             |
| 1959 | Neale Fraser Roy Emerson            | Alex Olmedo Earl Buchholz                  | 3–6, 6–3, 5–7, 6–4, 7–5   |
| 1958 | Alex Olmedo Hamilton Richardson     | Sam Giammalva Barry MacKay                 | 3–6, 6–3, 6–4, 6–4        |
| 1957 | Ashley Cooper Neale Fraser          | Gardner Mulloy Budge Patty                 | 4–6, 6–3, 9–7, 6–3        |
| 1956 | Lew Hoad Ken Rosewall               | Hamilton Richardson Vic Seixas             | 6–2, 6–2, 3–6, 6–4        |
| 1955 | Kamo Kószei Mijagi Acusi            | Gerald Moss Bill Quillan                   | 6–3, 6–3, 3–6, 1–6, 6–4   |
| 1954 | Vic Seixas Tony Trabert             | Lewis Hoad Ken Rosewall                    | 3–6, 6–4, 8–6, 6–3        |
| 1953 | Rex Hartwig Mervyn Rose             | Bill Talbert Gardnar Mulloy                | 6–4, 4–6, 6–2, 6–4        |
| 1952 | Mervyn Rose Vic Seixas              | Ken McGregor Frank Sedgman                 | 3–6, 10–8, 10–8, 6–8, 8–6 |
| 1951 | Ken McGregor Frank Sedgman          | Don Candy Mervyn Rose                      | 10–8, 6–4, 4–6, 7–5       |
| 1950 | John Bromwich Frank Sedgman         | Bill Talbert Gardnar Mulloy                | 7–5, 8–6, 3–6, 6–1        |
| 1949 | John Bromwich Bill Sidwell          | Frank Sedgman George Washington            | 6–4, 6–0, 6–1             |
| 1948 | Gardnar Mulloy Bill Talbert         | Frank Parker Ted Schroeder                 | 1–6, 9–7, 6–3, 3–6, 9–7   |
| 1947 | Jack Kramer Ted Schroeder           | Bill Talbert Bill Sidwell                  | 6–4, 7–5, 6–3             |
| 1946 | Gardnar Mulloy Bill Talbert         | Don McNeill Frank Guernsey                 | 3–6, 6–4, 2–6, 6–3, 20–18 |
| 1945 | Gardnar Mulloy Bill Talbert         | Robert Falkenburg Jack Tuero               | 12–10, 8–10, 12–10, 6–2   |
| 1944 | Don McNeill Bob Falkenburg          | Bill Talbert Francisco Segura              | 7–5, 6–4, 3–6, 6–1        |
| 1943 | Jack Kramer Frank Parker            | Bill Talbert David Freeman                 | 6–2, 6–4, 6–4             |
| 1942 | Gardnar Mulloy Bill Talbert         | Ted Schroeder Sidney Wood                  | 9–7, 7–5, 6–1             |
| 1941 | Jack Kramer Ted Schroeder           | Wayne Sabin Gardnar Mulloy                 | 9–7, 6–4, 6–2             |
| 1940 | Jack Kramer Ted Schroeder           | Gardnar Mulloy Henry Prussoff              | 6–4, 8–6, 9–7             |
| 1939 | Adrian Quist John Bromwich          | John Crawford Harry Hopman                 | 8–6, 6–1, 6–4             |
| 1938 | Don Budge Gene Mako                 | Adrian Quist John Bromwich                 | 6–3, 6–2, 6–1             |
| 1937 | Gottfried von Cramm Henner Henkel   | Don Budge Gene Mako                        | 6–4, 7–5, 6–4             |
| 1936 | Don Budge Gene Mako                 | Wilmer Allison John Van Ryn                | 6–4, 6–2, 6–4             |
| 1935 | Wilmer Allison John Van Ryn         | Don Budge Gene Mako                        | 6–2, 6–3, 2–6, 3–6, 6–1   |
| 1934 | George Lott Lester Stoefen          | Wilmer Allison John Van Ryn                | 6–4, 9–7, 3–6, 6–4        |
| 1933 | George Lott Lester Stoefen          | Francis Shields Frank Parker               | 11–13, 9–7, 9–7, 6–3      |
| 1932 | Ellsworth Vines Keith Gledhill      | Wilmer Allison John Van Ryn                | 6–4, 6–3, 6–2             |
| 1931 | Wilmer Allison John Van Ryn         | Gregory Mangin Berkeley Bell               | 6–4, 6–3, 6–2             |
| 1930 | George Lott Johnny Doeg             | Wilmer Allison John Van Ryn                | 8–6, 6–3, 3–6, 13–15, 6–4 |
| 1929 | George Lott Johnny Doeg             | Berkeley Bell Lewis White                  | 10–8, 1–6, 1-4, 6–1       |
| 1928 | George Lott John Hennessey          | Gerald Patterson John Hawkes               | 6–2, 6–1, 6–2             |
| 1927 | Bill Tilden Francis Hunter          | William Johnston Richard N. Williams       | 10–8, 6–3, 6–3            |
| 1926 | R. Norris Williams Vincent Richards | Bill Tilden Akfred Chapin                  | 6–4, 6–8, 11–9, 6–3       |
| 1925 | R. Norris Williams Vincent Richards | Gerald Patterson John Hawkes               | 6–2 8–10 6–4 11–9         |
| 1924 | Howard Kinsey Robert Kinsey         | Gerald Patterson Pat O’Hara Wood           | 7–5, 5–7, 7–9, 6–3, 6–4   |
| 1923 | Bill Tilden Brian Norton            | Richard N. Williams Watson Washburn        | 3–6, 6–2, 6–3, 5–7, 6–2   |
| 1922 | Bill Tilden Vincent Richards        | Gerald Patterson Pat O’Hara Wood           | 4–6, 6–1, 6–3, 6–4        |
| 1921 | Bill Tilden Vincent Richards        | Richard N. Williams Watson Washburn        | 13–11, 12–10, 6–1         |
| 1920 | Bill Johnston Clarence Griffin      | Willis Davis Roland Roberts                | 6–2, 6–2, 6–3             |
| 1919 | Norman Brookes Gerald Patterson     | Bill Tilden Vincent Richards               | 8–6, 6–3, 4–6, 4–6, 6–2   |
| 1918 | Bill Tilden Vincent Richards        | Fred Alexander Beals Wright                | 6–3, 6–4, 3–6, 2–6, 6–2   |
| 1917 | Fred Alexander Harold Throckmorton  | Harry Johnson Irving Wright                | 11–9, 6–4, 6–4            |
| 1916 | Bill Johnston Clarence Griffin      | Maurice McLoughlin Ward Dawson             | 6–4, 6–3, 5–7, 6–3        |
| 1915 | Bill Johnston Clarence Griffin      | Maurice McLoughlin Tom Bundy               | 2–6, 6–3, 6–4, 3–6, 6–3   |
| 1914 | Maurice McLoughlin Tom Bundy        | George Church Dean Mathey                  | 6–4, 6–2, 6–4             |
| 1913 | Maurice McLoughlin Tom Bundy        | John Strachan Clarence Griffin             | 6–4, 7–5, 6–1             |
| 1912 | Maurice McLoughlin Tom Bundy        | Raymond Little Gustave Touchard            | 3–6, 6–2, 6–1, 7–5        |
| 1911 | Raymond Little Gus Touchard         | Fred Alexander Harold Hackett              | 7–5, 13–15, 6–2, 6–4      |
| 1910 | Fred Alexander Harold Hackett       | Tom Bundy Trowridge Hendrick               | 6–1, 8–6, 6–3             |
| 1909 | Fred Alexander Harold Hackett       | Maurice McLoughlin George Janes            | 6–4, 6–4, 6–0             |
| 1908 | Fred Alexander Harold Hackett       | Raymond Little Beals Wright                | 6–1, 7–5, 6–2             |
| 1907 | Fred Alexander Harold Hackett       | Nat Thornton B. Grant                      | 6–2, 6–1, 6–1             |
| 1906 | Holcombe Ward Beals Wright          | Fred Alexander Harold Hackett              | 6–3, 3–6, 6–3, 6–3        |
| 1905 | Holcombe Ward Beals Wright          | Fred Alexander Harold Hackett              | 6–4, 6–4, 6–1             |
| 1904 | Holcombe Ward Beals Wright          | Kreigh Collins Raymond Little              | 1–6, 6–2, 3–6, 6–4, 6–1   |
| 1903 | Reginald Doherty Lawrence Doherty   | Kreigh Collins Harry Wainder               | 7–5, 6–3, 6–3             |
| 1902 | Reginald Doherty Lawrence Doherty   | Holcombe Ward Dwight Davis                 | 11–9, 12–10, 6–4          |
| 1901 | Holcombe Ward Dwight Davis          | Leo Ware Beals Wright                      | 6–3, 9–7, 6–1             |
| 1900 | Holcombe Ward Dwight Davis          | Fred Alexander Raymond Little              | 6–4, 9–7, 12–10           |
| 1899 | Holcombe Ward Dwight Davis          | Leo Ware George Sheldon                    | 6–4, 6–4, 6–3             |
| 1898 | Leo Ware George Sheldon             | Holcombe Ward Dwight Davis                 | 1–6, 7–5, 6–4, 4–6, 7–5   |
| 1897 | Leo Ware George Sheldon             | Harold Mahony Harold Nisbet                | 11–13, 6–2, 9–7, 1–6, 6–1 |
| 1896 | Carr Neel Sam Neel                  | Robert Wrenn Malcolm Chace                 | 6–3, 1–6, 6–1, 3–6, 6–1   |
| 1895 | Malcolm Chace Robert Wrenn          | Clarence Hobart Fred Hovey                 | 7–5, 6–1, 8–6             |
| 1894 | Clarence Hobart Fred Hovey          | Carr Neel Sam Neel                         | 6–3, 8–6, 6–1             |
| 1893 | Clarence Hobart Fred Hovey          | Oliver Campbell Bob Huntington             | 6–3, 6–4, 4–6, 6–2        |
| 1892 | Oliver Campbell Bob Huntington      | Valentine Hall Edward L. Hall              | 6–4, 6–2, 4–6, 6–3        |
| 1891 | Oliver Campbell Bob Huntington      | Valentine Hall Clarence Hobart             | 6–3, 6–4, 8–6             |
| 1890 | Valentine Hall Clarence Hobart      | Charles Carver John Ryerson                | 6–3, 4–6, 6–2, 2–6, 6–3   |
| 1889 | Henry Slocum Howard Taylor          | Valentine Hall Oliver Campbell             | 6–1, 6–3, 6–2             |
| 1888 | Oliver Campbell Valentine Hall      | Clarence Hobart E.P. Macmullen             | 6–4 6–2 6–2               |
| 1887 | Richard Sears James Dwight          | Howard Taylor Henry Slocum                 | 6–4, 3–6, 2–6, 6–3, 6–3   |
| 1886 | Richard Sears James Dwight          | Howard Taylor Godfrey Binley               | 7–5, 5–7, 7–5, 6–4        |
| 1885 | Richard Sears James Dwight          | Henry Slocum W.P Knapp                     | 6–3, 6–0, 6–2             |
| 1884 | Richard Sears James Dwight          | Alexander Van Renssalaer A.E. Newbold      | 6–4, 6–1 8–10, 6–4        |
| 1883 | Richard Sears James Dwight          | Alexander Van Renssalaer A.E. Newbold      | 6–0, 6–2, 6–2             |
| 1882 | Richard Sears James Dwight          | Crawford Nightingale G. M Smith            | 6–2, 6–4, 6–4             |
| 1881 | Clarence Clark Frederick Winslow    | Alexander Van Renssalaer A.E. Newbold      | 6–5, 6–4, 6–5             |